# جيما غالي
جيما غالي (بالإيطالية: Gemma Galli)‏ هي سباحة متزامنة إيطالية، ولدت في 17 يوليو 1996 في ميلزو في إيطاليا.